# Tinus Osendarp
Tinus Osendarp   (Delft, 21 de maig de 1916 - Heerlen, 20 de juny de 2002) fou un atleta neerlandès, especialista en curses de velocitat, que va competir durant les dècades de 1930 i 1940.
Osendarp s'inicià en l'esport jugant a futbol i va començar a practicar l'atletisme com un divertiment. El seu primer èxit internacional va arribar al Campionat d'Europa d'atletisme de 1934, on guanyà dues medalles de bronze en els 4x100 metres relleus i 200 metres. El 1936 va prendre part en els Jocs Olímpics d'Estiu de Berlín, on disputà tres proves del programa d'atletisme. Guanyà dues noves medalles de bronze, en els 100 i 200 metres, mentre en els 4x100 metres relleus fou desqualificat en la final. En finalitzar els Jocs i tornar a casa fou qualificat per la premsa neerlandesa com "el millor velocista blanc". El 1938, al Campionat d'Europa de París, guanyà dues medalles d'or, en els 100 i 200 metres. En el seu palmarès també destaquen set campionats nacionals dels 100 metres i vuit dels 200.
Durant la seva estada a Berlín el 1936 entrà en contacte amb el nacionalsocialisme i les SS. Quan Alemanya va ocupar els Països Baixos durant la Segona Guerra Mundial Osendarp, que aleshores era oficial de policia, passà a ser membre del servei de seguretat alemany. Posteriorment es va incorporar al Partit nacionalsocialista holandès i les SS. Quan la Wehrmacht va marxar dels Països Baixos el 1940, passà a ser voluntari de les SS i membre de la Policia de Seguretat Nazi, ajudant en la deportació dels jueus neerlandesos.
El 1948 fou condemnat a 12 anys de presó pels fets que va cometre durant la guerra. Va ser alliberat a principis de 1953 i es va traslladar a Limburg per treballar a les mines. El 1958 començà a exercir d'entrenador d'atletisme a Maastricht, i el 1972 ho passà a fer a Kerkrade. Va morir a Heerlen el 2002 als 86 anys.

## Millors marques
- 100 metres. 10.4" (1936)
- 200 metres. 21.1" (1936)
- 400 metres. 49.0" (1937)[1][9]